# 文三・ゆかりのふらちなサタデーナイト
文三・ゆかりのふらちなサタデーナイト（ぶんざ・ゆかりのふらちなサタデーナイト）は、ABCラジオ（朝日放送）で放送されていたラジオ番組である。2009年10月17日放送開始、2010年4月3日に終了。

## 番組概要
吉本興業所属の落語家・桂文三と朝日放送アナウンサーが喜多ゆかりとでパーソナリティを務める。放送時間は毎週土曜日19:00〜20:00（JST）。
桂文三にとって初のレギュラー番組。
2010年4月10日より「満員御礼!福島一丁目劇場」というタイトルにリニューアルし土曜6時から7時の放送。

## コーナー
・お便りのコーナー
　毎週リスナーから届いたメール・ハガキなどを一通紹介する。採用者には、出演者2人のサイン入りでキュキュのクリアファイルがプレゼントされる。
・今日の一曲　放送日当日やその前後の日にちなんだ曲が一曲放送される。その日に誕生日を迎えた歌手の楽曲が放送されることが多いが、あらゆる記念日やその日のゲストにちなんだ曲が選ばれることもある。
・必殺の一曲　その日のゲストの「必殺の一曲」と、その曲にまつわるエピソードを聞く。「必殺の一曲」とは、「○○なシチュエーションで必ず聞く曲」（例；気合を入れたいときに聞く一曲、泣きたいときに聞く一曲など）を表す。
・ゆかりのくまで
　喜多ゆかりアナウンサーが最近の流行りモノや新しい商品、面白い話題、最近注目の曲など、あらゆるジャンルにわたって「いいもの」を集めて紹介するというコーナー。コーナータイトルの「くまで」は「いろいろないいものをかき集める」という意味のほかに、もうひとつ意味があるようだが、放送上では明らかにされていない。

## 過去のゲスト
- 2009年

10月17日 - 桑原征平（元関西テレビアナウンサー）
10月24日 - 桂文珍（落語家）
12月2日 - 坂井一郎（演歌歌手）
- 2010年

1月23日 - 高橋恵子（園芸コーディネーター）

## スタッフ
構成:日沢伸哉
| ABCラジオ 土曜日19時台                                             | ABCラジオ 土曜日19時台               | ABCラジオ 土曜日19時台       |
| 前番組                                                             | 番組名                               | 次番組                       |
| ------------------------------------------------------------------ | ------------------------------------ | ---------------------------- |
| ABCフレッシュアップベースボール 単発枠など（ナイター中継のない日） | 文三・ゆかりのふらちなサタデーナイト | きよし・八方のポン♪カラ♪リン |